# Podostemon
Podostemon là một chi thực vật có hoa trong họ Podostemaceae.

## Loài
Chi Podostemon gồm các loài: